# Thomas Tew
Thomas Tew (mort en 1695), aussi connu comme le Pirate de Rhode Island était un corsaire anglais du XVIIe siècle qui devint pirate. Il vécut à Newport (Rhode Island), puis aux Bermudes en 1692, et s'établit à Madagascar.
Même s'il a seulement participé à deux voyages pirates importants, Tew a ouvert la voie à une nouvelle route qui fut connue sous le nom de the Pirate Round (le "parcours du pirate"). Beaucoup d'autres pirates célèbres dont Henry Every et William Kidd ont suivi ses traces. Son étendard personnel signifiait « We are ready to kill you » (« Nous sommes prêts à vous tuer »). Avec le capitaine français Olivier Misson, entre autres, il aurait créé Libertalia, une colonie pirate.

## Pavillon

Pavillon pirate de Thomas Tew.

Le sabre a toujours symbolisé la force. Thomas Tew l'avait adopté pour son pavillon.

## Mort
Selon le capitaine Johnson (peut-être un pseudonyme de l'auteur britannique Daniel Defoe), Thomas Tew est tué lors d'un affrontement avec un bateau du Grand Mogol par un tir de canon après la chute de Libertalia.
On peut remettre en doute cette version étant donné le manque de fiabilité de cette partie du récit du capitaine Johnson.